# Chavagnac (Dordogne)
Pour les articles homonymes, voir Chavagnac.
Chavagnac est une ancienne commune française située dans le département de la Dordogne, en région Nouvelle-Aquitaine.
Au 1er janvier 2017, elle fusionne avec Grèzes pour former la commune nouvelle des Coteaux Périgourdins.

## Géographie

### Généralités
La commune déléguée de Chavagnac fait partie de la commune nouvelle des Coteaux Périgourdins. Elle se situe dans le Périgord noir.

### Communes limitrophes
En 2016, année précédant la création de la commune nouvelle des Coteaux Périgourdins, Chavagnac était limitrophe de huit autres communes, dont trois dans le département de la Corrèze. Au nord, son territoire est distant d'environ 120 mètres de celui de La Feuillade.
| Terrasson-Lavilledieu | Grèzes    | Larche (Corrèze)                 |
|                       | Chavagnac | Saint-Cernin-de-Larche (Corrèze) |
| La Dornac             | Nadaillac | Chartrier-Ferrière (Corrèze)     |

## Urbanisme

### Villages, hameaux et lieux-dits
Outre le bourg de Chavagnac proprement dit, le territoire se compose d'autres villages ou hameaux, ainsi que de lieux-dits :
- Bigeat
- la Borderie
- le Bost
- Boulégot
- la Brassauge
- Chabrevialard
- la Chaise
- la Cheyrie
- les Choses
- la Croix
- la Cussol
- les Enconils
- la Fauconnie
- la Fauconnie Basse
- les Fousseaux
- Freyrou
- les Landes
- les Lombards
- Marquay
- Marseille
- Montpranger
- les Mothes
- le Peira
- les Perriers
- la Plaine
- le Pouch
- le Pouch de la Borderie
- Pouille
- la Poujade
- les Prés Noirs
- le Puy d'Auzon
- le Queyrifour
- les Raysses
- la Ribaudie
- Roussel
- Sagournat
- la Verdonnie
- les Vernets
- Veyrat
- la Veyssière.

## Toponymie
En occitan, la commune porte le nom de Chavanhac.

## Histoire
Au 1er janvier 2017, Chavagnac fusionne avec Grèzes pour former la commune nouvelle des Coteaux Périgourdins dont la création a été entérinée par l'arrêté du 29 juin 2016, entraînant la transformation des deux anciennes communes en « communes déléguées »,.

## Politique et administration

### Administration municipale
La population de la commune étant comprise entre 100 et 499 habitants au recensement de 2011, onze conseillers municipaux ont été élus en 2014,. Ceux-ci sont membres d'office du  conseil municipal de la commune nouvelle des Coteaux Périgourdins, jusqu'au renouvellement des conseils municipaux français de 2020.

### Liste des maires
| Période                                  | Période       | Identité              | Étiquette    | Qualité                           |
| ---------------------------------------- | ------------- | --------------------- | ------------ | --------------------------------- |
| Les données manquantes sont à compléter. |               |                       |              |                                   |
|                                          |               |                       |              |                                   |
| 1865                                     | 1903          | Alexandre de Bosredon | Conservateur | Propriétaire, sénateur            |
|                                          |               |                       |              |                                   |
| avant 1981                               | 1981          | Georges Pradels       |              |                                   |
| 1981                                     | 1995          | Serge Feuillade       |              | Architecte                        |
| 1995                                     | août 2011     | Daniel Clouzard       | SE           | Retraité                          |
| août 2011                                | octobre 2011  | Jean-Marie-Salvetat   |              | Adjoint faisant fonction de maire |
| octobre 2011                             | décembre 2016 | Jean-Marie-Salvetat   |              |                                   |

## Démographie
En 2016, dernière année en tant que commune indépendante, Chavagnac comptait 382 habitants. À partir du XXIe siècle, les recensements des communes de moins de 10 000 habitants ont lieu tous les cinq ans (2005, 2010, 2015 pour Chavagnac). Depuis 2006, les autres dates correspondent à des estimations légales.
Au 1er janvier 2022, la commune déléguée de Chavagnac compte 360 habitants.
| 1793 | 1800 | 1806 | 1821 | 1831 | 1836 | 1841 | 1846 | 1851 |
| ---- | ---- | ---- | ---- | ---- | ---- | ---- | ---- | ---- |
| 541  | 505  | 576  | 632  | 640  | 672  | 646  | 657  | 660  |

| 1856 | 1861 | 1866 | 1872 | 1876 | 1881 | 1886 | 1891 | 1896 |
| ---- | ---- | ---- | ---- | ---- | ---- | ---- | ---- | ---- |
| 668  | 676  | 669  | 662  | 655  | 628  | 600  | 553  | 529  |

| 1901 | 1906 | 1911 | 1921 | 1926 | 1931 | 1936 | 1946 | 1954 |
| ---- | ---- | ---- | ---- | ---- | ---- | ---- | ---- | ---- |
| 541  | 559  | 494  | 415  | 409  | 370  | 336  | 300  | 288  |

| 1962 | 1968 | 1975 | 1982 | 1990 | 1999 | 2005 | 2010 | 2015 |
| ---- | ---- | ---- | ---- | ---- | ---- | ---- | ---- | ---- |
| 297  | 246  | 260  | 270  | 301  | 318  | 311  | 348  | 383  |

| 2016 | - | - | - | - | - | - | - | - |
| ---- | - | - | - | - | - | - | - | - |
| 382  | - | - | - | - | - | - | - | - |

## Économie
Les données économiques de Chavagnac sont incluses dans celles de la commune nouvelle des Coteaux Périgourdins.

## Culture locale et patrimoine

### Lieux et monuments
- La tour de Chavagnac, du XIVe siècle, inscrite sur la liste complémentaire des monuments historiques.
- Église Saint-Pantaléon, dans laquelle se trouve un retable classé au titre des monuments historiques en 1957[13], restauré en 2006.
- Le monument aux morts sculpté. Inauguré le 2 septembre 1923, il a été réalisé dans du calcaire par le sculpteur Gaston Petit (Saint-Jean-des-Vignes 1890 - 1984) qui ne l'a pas signé. Sans les fondations, ce monument a coûté 3 500 francs de l'époque[14].

### Personnalités liées à la commune
- Jean Baptiste Alexandre de Bosredon (1831-1903), homme politique, est né et décédé à la Fauconnie, à Chavagnac.
- Danièle Mazet-Delpeuch (1942-2024), qui fut cuisinière personnelle de François Mitterrand et première femme cuisinière à l'Élysée, a vécu dans son enfance à la ferme de la Borderie, à Chavagnac, commune où elle a ensuite ouvert une table d'hôtes[15],[16].